# Spowalnianie Zeemana

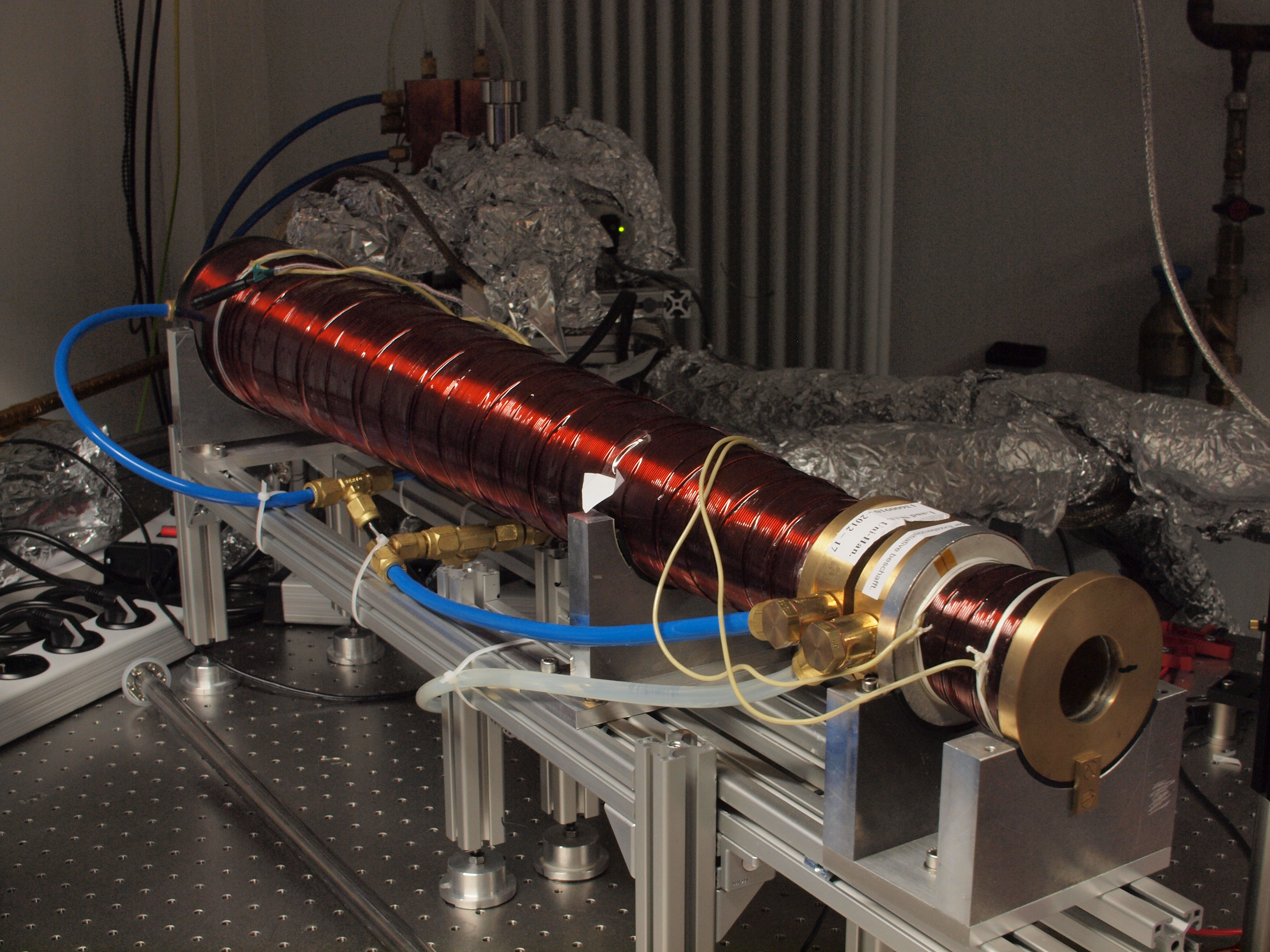
spowalniacz Zeemana

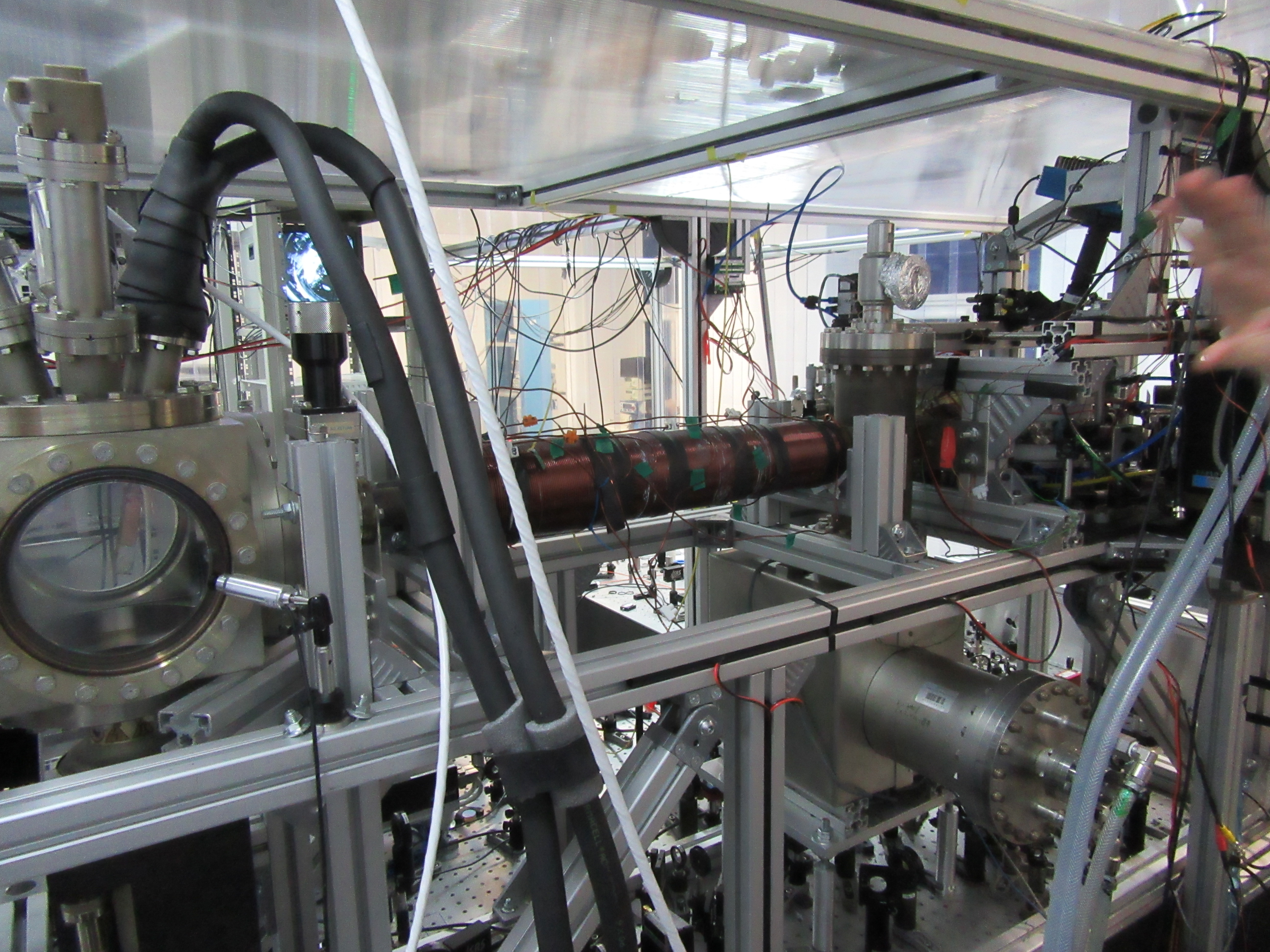
Spowalniacz Zeemana wbudowany w aparaturę do uzyskiwania ultrazimnych atomów

Spowalnianie Zeemana - metoda spowalniania atomów w wiązce atomowej o prędkościach rzędu kilkuset m/s do prędkości mniejszych niż 10 m/s w celu osiągnięcia ultrazimnych atomów. Spowalnianie wiązki atomów wykorzystuje przeciwbieżną wiązkę lasera o stałej częstotliwości, która poprzez oddziaływanie rezonansowe wywiera ciśnienie promieniowania na atomy. Technika ta zalicza się do chłodzenia laserowego. Atomy poruszające się z coraz mniejszą prędkością przestają oddziaływać z laserem chłodzącym na skutek efektu Dopplera. Odstrojenie to kompensowane jest przy użyciu niejednorodnego przestrzennie (wzdłuż drogi atomów) pola magnetycznego (wykorzystując efekt Zeemana), dzięki czemu atomy pozostają dostrojone do rezonansu z przeciwbieżną wiązka lasera, a tym samym dalej spowalniane.  
Spowalniacz Zeemana bardzo często stanowi pierwszy krok na drodze do otrzymania gazu ultrazimnych atomów. Technika ta jest wydajna metodą uzyskiwania wiązki atomów o bardzo małych prędkościach, które mogą być użyte w innych technikach chłodzenia i pułapkowania atomów. Najczęściej spowalnianie Zeemana jest wykorzystywane do efektywnego ładowania pułapki magneto-optycznej (MOT).  
Metoda po raz pierwszy użyta w 1982 roku przez późniejszego laureata nagrody Nobla Williama D. Phillipsa do spowolnienia wiązki atomów sodu. 